# Francis Turbil
 (juin 2016).
Francis Arthur Turbil, né le 17 avril 1925 à Laon, et mort le 27 octobre 1991 à Neuilly-sur-Seine, est un architecte, décorateur et designer français.

## Biographie
Francis Turbil fait ses études à l'École nationale supérieure des beaux-arts de Paris où il obtient un diplôme d’architecte décorateur. Il épouse Françoise Morin en 1947.
Il soutient beaucoup d’artistes qui ont, grâce à lui, bénéficié de résidences à Laon après guerre, comme les sculpteurs  Albert Féraud et Antanas Moncys, ainsi que le céramiste Georges Jouve.
Il ouvre son cabinet d’architecture au no 21 rue Du Sommerard dans le 5e arrondissement de Paris, avant de le déménager dans la même ville au no 230 du boulevard Raspail.
Francis Turbil est aussi designer : à partir des années 1950, il crée des meubles, et participe à des Salons de décoration. Il dessine sa maison sur les hauteurs de Laon et fait réaliser une cheminée à cariatides noires par Paul Pouchol (1904-1963) en 1951
Dans les années 1960, il organise des réunions avec des artistes contemporains chez lui à Paris. Pendant les années 1970, il est un mécène pour certains artistes comme Chu Teh Chun ou Arthur Aeschbacher.
Sa fille, Pome Turbil, a ouvert une galerie d'art contemporain à Lyon, la galerie Art-Espace.